# Лягерр, Жорж
Жорж Лягерр (фр. Jean Henri Georges Laguerre; 24 июня 1858 — 17 июня 1912) — французский адвокат и политический деятель.

## Биография
Жорж Лягерр родился 24 июня 1858 года в столице Франции.
Был секретарём Луи Блана, выдвинулся как защитник в процессах социалистов и анархистов, в том числе Петра Кропоткина и Луизы Мишель в 1883 году. 
В 1883 году был избран депутатом и в Палате депутатов примкнул к крайне левым. Когда в 1888 году генерал Жорж Буланже был уволен от службы, Лягерр организовал «национальный» протест и способствовал избранию Буланже в депутаты; позже он был одним из организаторов буланжистской избирательной кампании на выборах 1889 года, но после её неудачи отрёкся от буланжизма и присоединился к республиканскому большинству. 
В своё время сенсацию произвёл его доклад: «Louis XVII n’est pas mort au Temple», в котором он утверждал, что сыну Людовика XVI-го удалось бежать из Тампля. Лягерр считался одним из лучших французских ораторов своего времени.